# 上杉佐一郎
上杉 佐一郎（うえすぎ さいちろう、1919年4月16日 - 1996年5月10日）は、福岡県出身の部落解放運動家。元部落解放同盟中央執行委員長。

## 経歴
福岡県三井郡御原村大道（現・小郡市二タ）の被差別部落で貧農の家庭に生まれる。農業だけでは食べていけないため、父は靴修理の行商に出、母は廃品回収業で生計を支えた。御原尋常小学校（現・小郡市立御原小学校）高等科卒業後、国鉄への就職試験に3度失敗し、家出生活を送っていたところ、騙されて北海道のタコ部屋に売り飛ばされ、重労働を経験。1934年、松本治一郎に救われて九州鉄道（西鉄）に入社。出征と復員の後、西鉄労働組合の役員となる。1940年4月、福岡二十四連隊第二機関銃隊に入隊。同年4月、中国に出征。
帰国後、1948年、部落解放運動に参加。部落解放同盟福岡県連合会常任を経て、1956年に同県連書記長となる。1963年、部落解放同盟中央執行委員。1968年、同書記長。同年5月、当時の福岡県知事亀井光との団交中、亀井を殴って全治1週間の怪我を負わせたが、警察には上杉の部下の木村政男が身代わりで出頭。その論功行賞により、木村を部落解放同盟福岡県連合会小倉地区協書記長に抜擢したという経緯もあった。このため、1981年、木村が北九州土地転がし事件で2億7000万円の不正な利益を手に入れて社会から指弾を受けた時にも、上杉は木村をかばい続けたといわれる。1981年度の大会の席上、解同の相次ぐ不祥事について「率直に言うて、中央委員会ぐらいで一つひとつの問題点を明らかにしたいわけです。ところが、中央委員会に出したら、もうその日の夕方にはマスコミや多くの新聞に流れてしまうわけです」「公表したらそれを資料にして共産党の弁護士が検察庁にすぐ告発してしまうから……できない」と発言した時は、自浄作用の欠如として非難されたことがある。西日本新聞の追悼記事によると、この頃「人間解放という崇高な理念を持つ僕たちこそ、自分を厳しく律していかなきゃいけんよ」と漏らしていたという。
1982年、部落解放同盟中央執行委員長に就任し、死ぬまでこの地位にあった。1988年、反差別国際運動（IMADR）を組織して委員長に就任。
1991年11月29日、「事情の良く判らない海外の関係者に、あたかも部落解放同盟が暴力団体であり、利権団体であるかのような宣伝を繰り返し行った」との理由により、全国部落解放運動連合会と部落問題研究所を名誉毀損で提訴。しかし部落問題研究所と全国部落解放運動連合会は、この裁判を"「解同」暴力糾明裁判"と呼び、部落解放同盟の犯罪行為を法廷で追及。結局、1994年に部落解放同盟の側から提訴を取り下げたため、部落問題研究所は「暴力・利権集団であることを解同自らが認めた」「解同側の全面的な敗北宣言」との声明を発表した。
1992年、小郡市名誉市民。
1996年5月10日、肝不全のため死去。
また、異母弟の上杉昌也ともども美空ひばりと親交があり、1987年4月には、上杉佐一郎の紹介で美空ひばりが福岡県済生会福岡総合病院に長期入院したことがある。

## 餃子の王将との関係
餃子の王将の創業者加藤朝雄と親しく、同社の成長時における資金調達にも協力したとされる。京都の闇社会に詳しい不動産ブローカーは「『王将』のバックは、なんといっても上杉佐一郎さんでしたよ。最盛期の上杉委員長の力は絶大なもので、（税務申告の書類に）部落解放同盟のハンコがあれば税金フリーパスだったわけです。京都の財界人も、多かれ少なかれ世話になってたんです。『王将』が餃子の店の全国展開に乗り出す際、数百億円ともいわれる原資をメガバンクから上杉さんが引っ張ってきたそうです。京都在住の上杉さんの身内から直接聞いた話です。もちろん、メガバンクからといっても、地元京都の金融機関を通じて迂回融資をしていたと思いますよ」 と述べている。

## 野坂昭如による批判
1987年2月26日、東京のホテルニューオータニ「鶴の間」で上杉の対談集『連帯を求めて』の出版記念パーティが開かれた。会費は2万円、出席者は1000人とも3000人ともいわれた。
この席で壇上に招かれた野坂昭如は、次のようにこのパーティを批判し、問題提起した。
しかし壇上に上がる人はなく、野坂は「終始ぶぜんとした表情」だった。

また、野坂はこのとき壇上近くの一人に討論を勧めたが、相手は権柄ずくな物言いで「タレントはタレントらしくやってりゃいい。タレント風情が何を差し出がましい」と吐き捨てるようにつぶやいた。これに対して野坂は
と批判している。

## 著書
- 『部落解放と労働者』 社会新報、1971年
- 『部落解放の原点』 解放出版社、1981年
- 『道─部落解放運動と私』 解放出版社、1996年 ISBN 4759244050